# Radnai János (mérnök)
Radnai János (Gödöllő, 1915. augusztus 3. – 2010. november 1.) gépészmérnök, feltaláló.

## Élete
Inaséveit  a Soroksári úti Fegyvergyárban kezdte és ott végezte el a középiskolát. Újításaival és ötleteivel kiérdemelte a gyárvezetés elismerését és így visszatartották a frontszolgálattól. Fiatal tanoncként vakoknak tervezett és készített írógépeket, a géppuskagyártás és a sorozatgyártások  terén ért el sikereket.
Háború után a Halásztelki Központi Szerszámgép tervezőirodát vezette mint vezető tervező fejlesztési főmérnök. Utána a Fémáru és Szerszámgépgyár Szerszámgépipari Művek főmérnöke, majd a Kőbányai Szerszámgépgyár  központilag kiemelt vezető tervezője 1975-ös nyugdíjba vonulásáig. Párton kívüliként élte le életét és érte el szakmai elismerését, sikereit.
Tagja volt a GTE-nek és szaktanácsadó-szakértője tagja a Tudományos Akadémiának. A Krupp Művek tiszteletbeli vezető tervezője volt. Többször is felterjesztették Kossuth-díjra, de ezt párton kívüli nem kaphatta meg.
A második világháború utáni szabadalmai:
| Lajstromszám | Találmány címe                                                                               | Bejelentés dátuma | Megadás meghirdetése |
| ------------ | -------------------------------------------------------------------------------------------- | ----------------- | -------------------- |
| 141753       | Berendezés szerszámgép munkaorsójának és előtoló szekrényének hajtására                      | 1949.12.01.       | 1976.03.27.          |
| 142296       | Kapcsolómű esztergák zárt előtoló szekrényének fogaskerékcsoportjai egyesített kapcsolásához | 1949.12.01        |                      |
| 146378       | Gyorsváltó késtartó szerszámgépekhez                                                         | 1956.03.23.       |                      |
| 150050       | Főhajtómű szerkezet esztergaszerű gépeknél az 1:1,1:4, és 1:16 előtét megvalósítására        | 1959.02.04.       |                      |
| 150685       | Esztergaszerű gép                                                                            | 1959.02.04.       |                      |
| 151168       | Szerszámtartó- és forgatószerkezet főleg fúró- és marógépekhez                               | 1962.06.29.       |                      |
| 155723       | Merev ütközőrendszer szerszámgépek szánjaihoz                                                | 1967.05.12.       |                      |
| 155748       | Szánszerkezet fémforgácsoló szerszámgépekhez                                                 | 1967.07.12.       | 1971.04.28.          |
| 155749       | Holtjátékmentes önbeálló záranya eszterga lakatszekrényéhez                                  | 1967.07.12.       | 1971.04.28.          |